# George Breakston
George Breakston, né le 22 janvier 1920 à Paris 16e et mort le 19 mai 1973 à Neuilly-sur-Seine, est un acteur, réalisateur, producteur (de cinéma et de télévision) et scénariste franco-américain, parfois crédité George P. Breakston.

## Biographie
Installé très jeune avec sa famille aux États-Unis, George Breakston (ayant la double nationalité) y devient rapidement acteur et contribue ainsi à vingt-sept films américains, les cinq premiers sortis en 1934, dont Comme les grands de Frank Borzage (avec Jimmy Butler et Frankie Darro), où il a le premier rôle.
Suivent notamment La Petite Provinciale de William A. Wellman (1936, avec Janet Gaynor et Robert Taylor) et Le Brigand bien-aimé d'Henry King et Irving Cummings (1939, avec Tyrone Power et Henry Fonda). Citons également sept films (1938-1942) de la série cinématographique consacrée à André Hardy — personnifié par Mickey Rooney —, dont André Hardy va dans le monde (1940) et La vie commence pour André Hardy (1941), où il tient le même rôle de « Beezy » Anderson.
Toujours au cinéma, il devient aussi réalisateur, producteur et scénariste (sur des films américains principalement), le premier étant Urubu (en) (1948), où il est en même temps acteur (pour l'avant-dernière fois), réalisateur, producteur, scénariste et même chef opérateur (unique expérience à ce titre). Ultérieurement, mentionnons Jungle Stampede (en) (acteur — pour la dernière fois —, réalisateur et producteur, 1950) et La jungle est mon royaume (en) (réalisateur et scénariste, 1954, film britannique avec John Bentley et Martha Hyer).
Ses deux derniers films comme réalisateur, sortis en 1966, sont The Boy Cried Murder (en) (film britannique avec Tim Barrett et Phil Brown) et Vojnik (film yougoslave). Après cela, il écrit encore l'histoire originale de Piège pour un tueur de Massimo Dallamano (1973, coproduction italo-britannique avec Ivan Rassimov et Stephanie Beacham).
Enfin, pour la télévision britannique, il est réalisateur et producteur de deux séries, Adventures of a Jungle Boy (treize épisodes, 1957) et African Patrol (en) (trente-neuf épisodes, 1958-1959, avec John Bentley).
George Breakston meurt prématurément en 1973, à 53 ans, dans sa ville natale (où il revient après avoir mis un terme à sa carrière). Il est inhumé au cimetière nouveau de Neuilly-sur-Seine (Hauts-de-Seine).

### Acteur

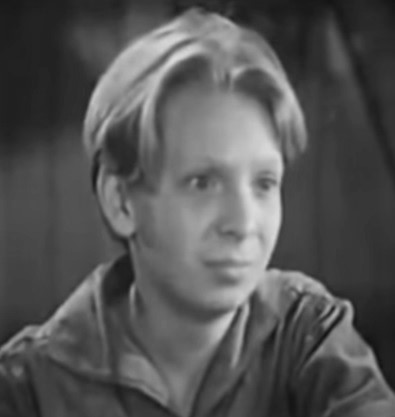
Dans ' (1935)

## Filmographie

### Cinéma
- 1934 : New York-Miami (It Happened One Night) de Frank Capra : un enfant
- 1934 : Comme les grands (No Greater Glory) de Frank Borzage : Nemecsek
- 1934 : A Successful Failure d'Arthur Lubin : Tommy Cushing
- 1934 : Mrs. Wiggs of the Cabbage Patch de Norman Taurog : Jimmy Wiggs
- 1934 : Les Grandes Espérances (en) (Great Expectations) de Stuart Walker : « Pip » enfant
- 1935 : L'Ange des ténèbres (The Dark Angel) de Sidney Franklin : Joe Gallop
- 1935 : Life Returns (en) de James P. Hogan et Eugene Frenke (en) : Danny Kendrick
- 1935 : Le Retour de Peter Grimm (The Return of Peter Grimm) de George Nichols Jr. et Victor Schertzinger : William Van Dam
- 1936 : La Petite Provinciale (Small Town Girl) de William A. Wellman : « Little Jimmy »
- 1938 : L'amour frappe André Hardy (Love Finds Andy Hardy) de George B. Seitz : « Beezy » Anderson
- 1939 : Le Brigand bien-aimé (Jesse James) d'Henry King et Irving Cummings : le fils de la fermière
- 1939 : André Hardy s'enflamme (Andy Hardy Gets Spring Fever) de W. S. Van Dyke : « Beezy » Anderson
- 1939 : André Hardy détective (Judge Hardy and Son) de George B. Seitz : « Beezy » Anderson
- 1939 : Swanee River de Sidney Lanfield : Ambrose
- 1940 : André Hardy va dans le monde (Andy Hardy Meets Debutante) de George B. Seitz : « Beezy » Anderson
- 1940 : Les Raisins de la colère (The Grapes of Wrath) de John Ford : un adolescent
- 1940 : La Secrétaire privée d'André Hardy (Andy Hardy's Private Secretary) de George B. Seitz : « Beezy » Anderson
- 1941 : I Killed That Man (en) de Phil Rosen : Tommy
- 1941 : La vie commence pour André Hardy (Life Begins for Andy Hardy) de George B. Seitz : « Beezy » Anderson
- 1942 : Men of San Quentin (en) de William Beaudine : Louie Howard
- 1942 : André Hardy fait sa cour (The Courtship of Andy Hardy) de George B. Seitz

### Autres fonctions

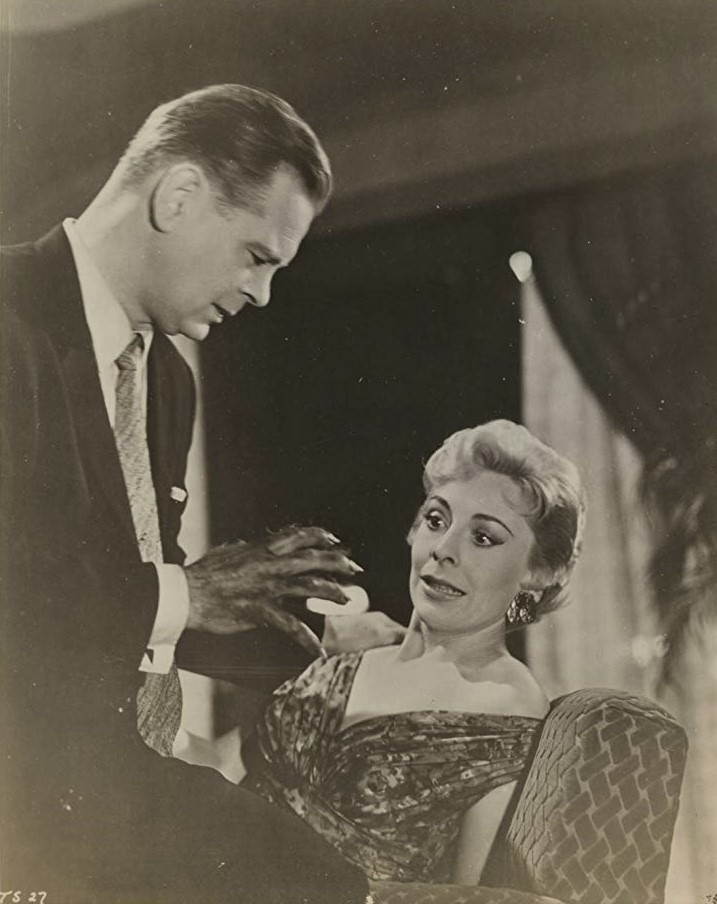
The Manster (1959), avec Peter Dyneley et Jane Hylton

#### Cinéma
- 1948 : Urubu (en) ou Urubu:The Vulture People (réalisateur, producteur, directeur de la photographie, auteur de l'histoire originale et acteur : George)
- 1950 : Jungle Stampede (en) (réalisateur, producteur et acteur : George)
- 1951 : Oriental Evil (en) (réalisateur et producteur)
- 1951 : Tokyo dossier 212 (en) (Tokyo File 212) de Dorrell et Stuart E. McGowan (producteur et auteur de l'histoire originale)
- 1952 : Geisha Girl (en) (réalisateur et producteur)
- 1954 : La Route de l'ivoire (en) (Golden Ivory ou The White Huntress) (réalisateur et producteur)
- 1954 : La jungle est mon royaume (en) (The Scarlet Spear) (réalisateur et scénariste)
- 1956 : La Fuite dans la jungle (Escape in the Sun) (réalisateur, producteur et scénariste)
- 1957 : Woman and the Hunter (en) (réalisateur et producteur)
- 1959 : The Manster (réalisateur, producteur et auteur de l'histoire originale)
- 1963 : Shadow of Treason (réalisateur, producteur et scénariste)
- 1966 : Un témoin à supprimer (en) (The Boy Cried Murder) (réalisateur)
- 1966 : Vojnik (réalisateur)
- 1973 : Piège pour un tueur (Si può essere più bastardi dell'ispettore Cliff ?) de Massimo Dallamano (auteur de l'histoire originale)

#### Séries télévisées
- 1957 : Adventures of a Jungle Boy (en), saison unique, 13 épisodes (intégrale, réalisateur et producteur)
- 1958-1959 : African Patrol (en), saison unique, 39 épisodes (intégrale, réalisateur et producteur)